# Van Balveren

Familiewapen van Van Balveren

Van Balveren is een oud, Gelders geslacht dat in 1814 tot de (moderne) Nederlandse adel ging behoren en in 1944 uitstierf.

## Geschiedenis
De stamreeks begint met Evert van Balveren die in 1424 werd beleend met Delwijnen. In volgende generaties maakten leden van de familie Van Balveren deel uit van de ridderschap. Vanaf einde van de 17e eeuw traden zij ook aan als militair.
Bij Souverein Besluit van 28 augustus 1814 werden twee leden van het geslacht benoemd in de ridderschap van Gelderland; in 1822 volgde voor alle leden erkenning van de titel van baron.
In de 19e eeuw trouwden drie zussen Van Balveren met drie broers Van Verschuer; alle landgoederen en heerlijkheden die nog in bezit waren van de familie Van Balveren gingen na het overlijden van het laatste lid van het geslacht in 1944 over naar de familie Van Verschuer die ze nog steeds bezit. De familie Van Balveren stierf uit in 1944.

## Enkele telgen

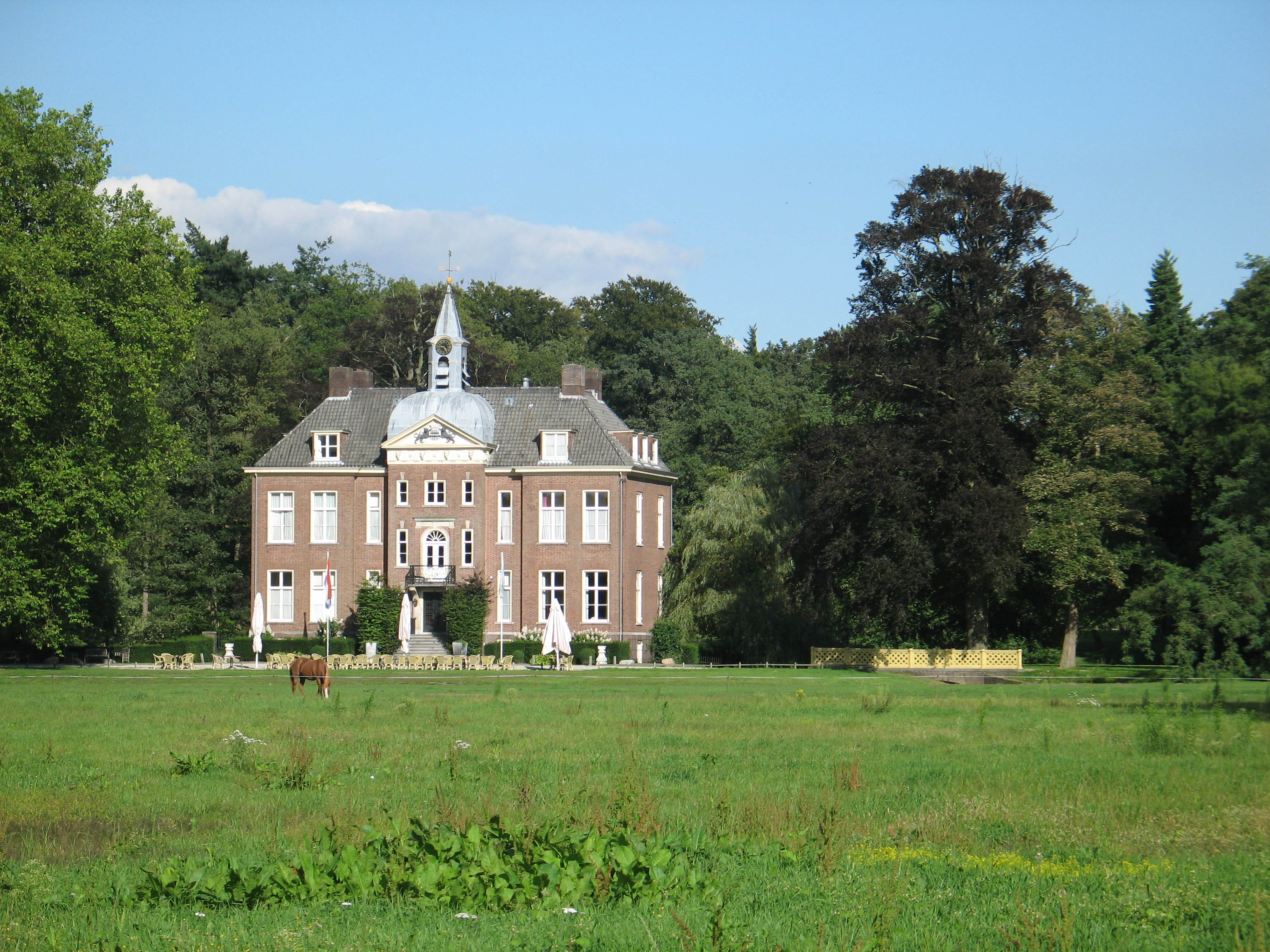
Huis Hoeckelum

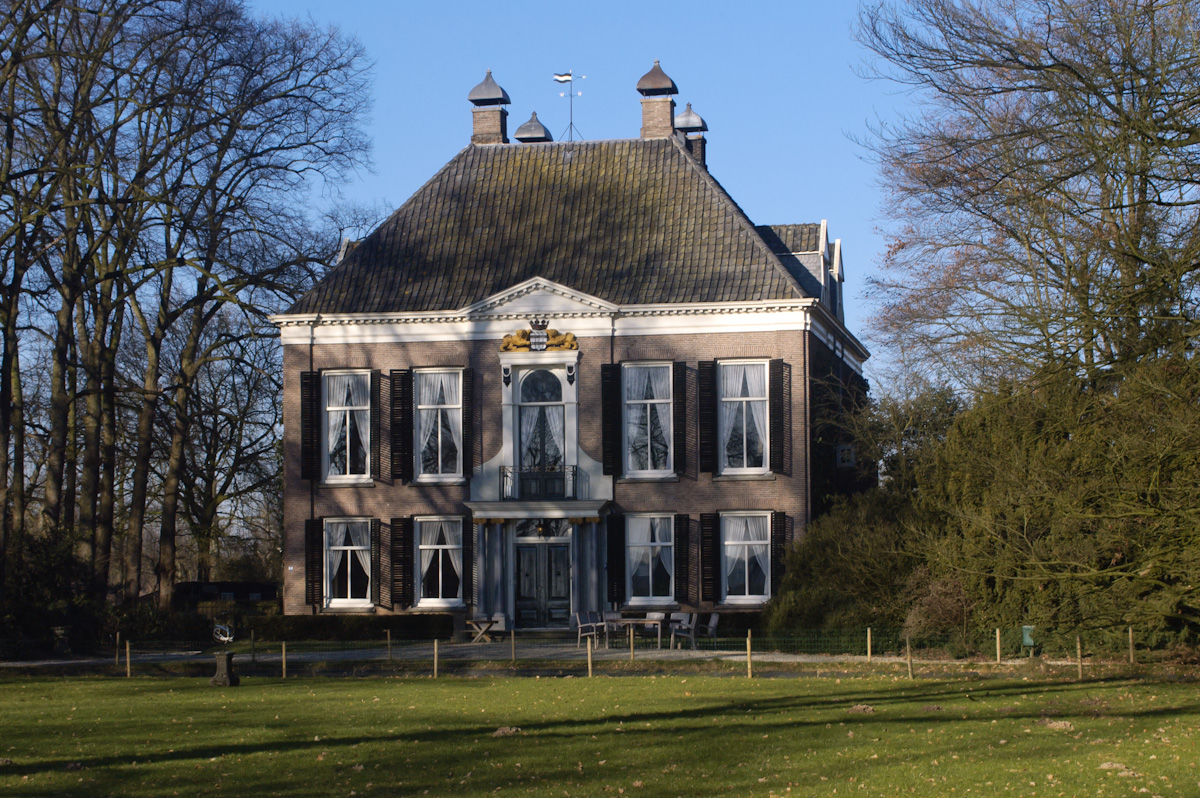
Huis te Leur

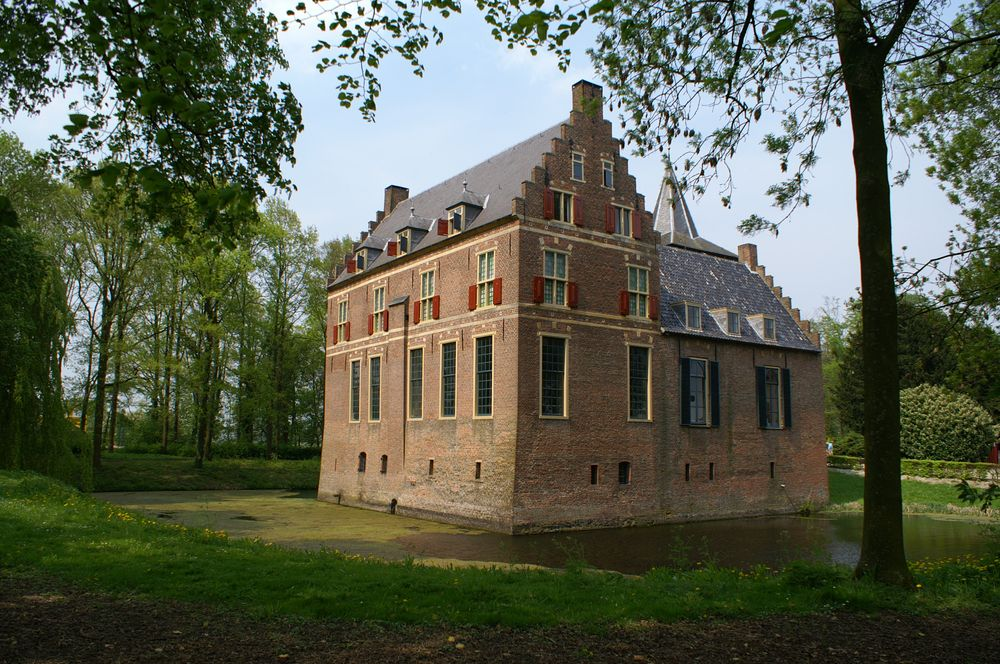
Huis te Echteld

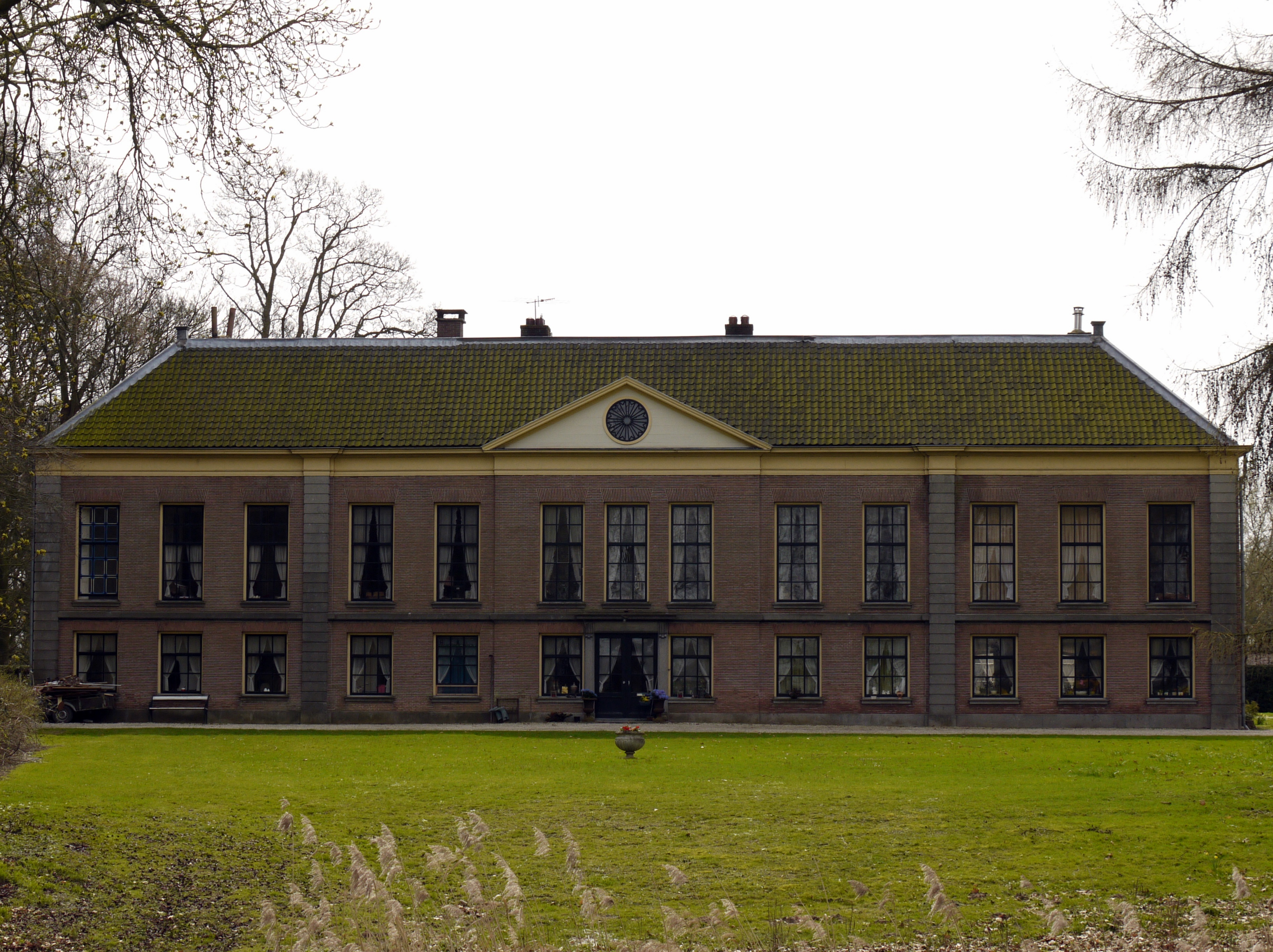
Huis te Mariënwaerdt

Johan Walraven van Balveren, heer van Driel (1675-1748) kapitein in Statendienst
- Gerrit Willem van Balveren, heer van Hoeckelum en Leur (1713-1752), luitenant-kolonel
  - Gerrit Willem van Balveren, heer van Weurt en Hoeckelum (1747-1798), burgemeester van Nijmegen, gedeputeerde ter Staten-Generaal, waldgraaf van het Rijkswald
    - Jacqueline Cornélie barones van Balveren, vrouwe van Weurt en Hoeckelum (1792-1858); trouwde in 1819 met Otto baron van Wassenaer, heer van de beide Catwijken en 't Zand (1795-1858), 1e luitenant infanterie, lid provinciale staten van Gelderland
      - Mr. Willem Frederik Hendrik baron van Wassenaer, heer van Weurt en den Briellaard (1820-1892), kamerheer i.b.d., lid provinciale staten van Gelderland; trouwde in 1848 met Justine Goverdine Jeanne Adolphine gravin van Rechteren (1828-1892)
      - Walraven Elias Johan baron van Wassenaer, heer van Hoekelom (1826-1905), lid provinciale staten van Gelderland; trouwde in 1858 met zijn nicht Carolina Adriana Albertina Jacoba barones van Balveren (1824-1912)

    - Walraven van Balveren (1794-1813), garde d'honneur

  - Christiaan Willem Hendrik Ernst van Balveren, heer van Leur (1748-1789), kapitein, president van het Hof te Venlo
    - Johan Willem Coenraad Adriaan baron van Balveren, heer van Leur (1783-1847), burgemeester van Bergharen, lid provinciale staten van Gelderland
    - Walraven Elias Johan baron van Balveren, heer van Echteld en in 1847 van Leur (1784-1865), generaal-majoor, ridder Militaire Willems-Orde; trouwde in 1817 met Anna Henriëtta Elisabeth barones van Wassenaer, vrouwe van Echteld (1788-1854)
      - Christiaan Willem Johan Ernst baron van Balveren, heer van Echteld (1818-1870), rechter
      - Johanna Judith barones van Balveren (1822-1895); trouwde in 1854 met Warmold Albertinus baron van der Feltz (1824-1910), burgemeester van Assen, lid der Tweede Kamer
      - Carolina Adriana Albertina Jacoba barones van Balveren (1824-1912); trouwde in 1858 met haar neef Walraven Elias Johan baron van Wassenaer, heer van Hoekelom (1826-1905), lid provinciale staten van Gelderland
        - Karel Gerrit Willem baron van Wassenaer, heer van Hoekelom (1864-1946), burgemeester

      - Willem Frederik Hendrik baron van Balveren, heer van Leur (1826-1902), kapitein; trouwde in 1850 met Suzanna Cornelia gravin van Bylandt (1827-1858), dochter van Otto Willem Arnold graaf van Bylandt, heer van Mariënwaerdt, Enspijk, Ooij en Persingen
        - Otteline Marie barones van Balveren, vrouwe van Mariënwaerdt (1851-1928); trouwde in 1876 met mr. Barthold Philip baron van Verschuer (1841-1910), rechter, lid van de familie Van Verschuer
        - Anna Henriette Elisabeth barones van Balveren, vrouwe van Mariënwaerdt (1853-1921); trouwde in 1879 met de broer van haar zwager mr. Wolter Albert baron van Verschuer (1840-1898), raadadviseur departement van Waterstaat, voorzitter Centraal Bureau voor de Statistiek
        - Catharina Wilhelmina barones van Balveren, vrouwe van Mariënwaerdt (1856-1944), laatste telg van het geslacht; trouwde in 1886 met de broer van haar zwager Frans Hendrik baron van Verschuer (1843-1930), kapitein-luitenant-ter-zee
        - mr. Walraven Elias Johan baron van Balveren, heer van Leur, Ooij en Persingen (1858-1920)

    - Frederik Johan Wilhelm Gerard baron van Balveren (1786-1865), majoor